# Laurisaar
Laurisaar ist eine unbewohnte Insel, 440 Meter von der größten estnischen Insel Saaremaa entfernt. Die Insel liegt in der Landgemeinde Saaremaa im Kreis Saare. Sie gehört zum Nationalpark Vilsandi.
Laurisaar ist 330 Meter lang und 180 Meter breit.